# RxYFP

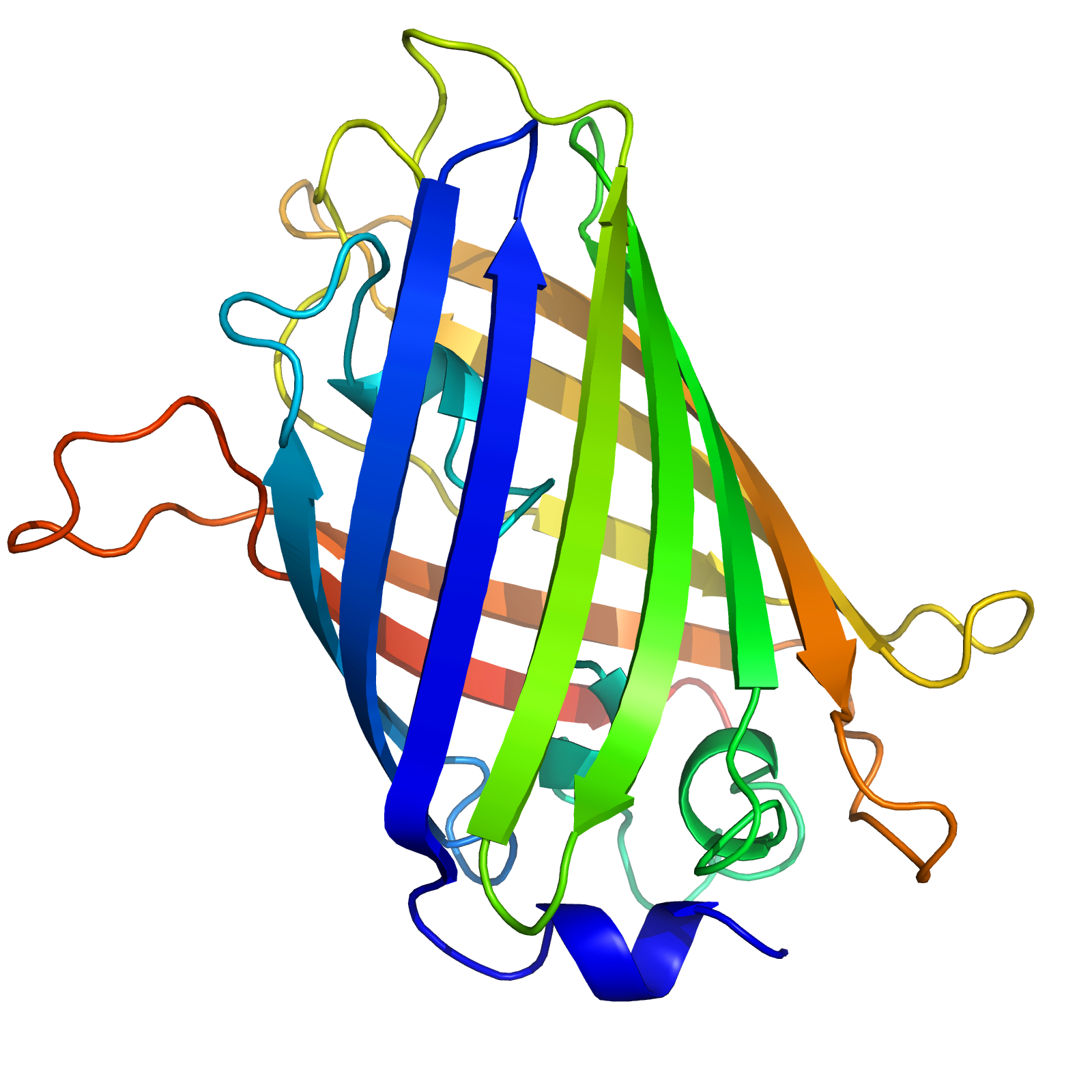
GFP aus Aequorea victoria, Wildtyp-Form.

rxYFP (Abkürzung für englisch Redox-sensitive YFP) ist eine veränderte Variante des grün fluoreszierenden Proteins, bei der sich die Fluoreszenz redox-abhängig ändert.

## Eigenschaften
rxYFP besitzt im Vergleich zur Wildtyp-Form des GFP zwei oxidierbare Cysteine. Durch Oxidation der Thiolgruppen der Cysteine wird Cystin gebildet, was sich in einer Minderung der Fluoreszenz des rxYFP auswirkt.

## Anwendungen
Das rxYFP wird unter anderem als redox-abhängiger Biosensor und als Reporterprotein verwendet. Mit rxYFP kann das Redox-Potential und die Menge an Glutathion im Zytosol oder im Zellkern in vivo bestimmt werden.
Alternative optische Nachweisverfahren verwenden z. B. Resazurin (synonym AlamarBlue), Dichlorofluorescein (DCF) oder die Proteine HyPer oder roGFP.